# لوكي (باراغواي)
لوكي هي مدينة في إقليم سنترال وهي جزء من منطقة أسونسيون الكبرى. تقع قرب الحدود مع الأرجنتين. تقع في المدينة مقر اتحاد الكونميبول ومطار سيلفيو بيتيروسي الدولي. عدد سكان لوكي حوالي 176,433 حسب إحصاء 2002.

## أعلام
- سيزار زابالا
- خوليو كوريا
- بيدرو بينيتيز
- خوسيه لويس تشيلافيرت